# Robustanoplodera inauraticollis
Robustanoplodera inauraticollis är en skalbaggsart som först beskrevs av Maurice Pic 1933.  Robustanoplodera inauraticollis ingår i släktet Robustanoplodera och familjen långhorningar. Inga underarter finns listade i Catalogue of Life.